# Rolls-Royce Motors
Pour les articles homonymes, voir Rolls-Royce.
Rolls-Royce Motors est de 1973 à 1998 la branche automobile issue de la division de la marque britannique Rolls-Royce Limited. Elle fabrique et commercialise les voitures de luxe Rolls-Royce et Bentley.

## Histoire
Rolls-Royce Limited, la société créée par les fondateurs de la marque en 1906, a été nationalisée en 1971 à la suite de graves difficultés financières causées en partie par le coût de développement du réacteur Rolls-Royce RB211. Celle-ci est séparée en deux entités distinctes en 1973, lorsque le gouvernement britannique privatise la division automobile pour permettre à Rolls-Royce plc, la division aéronautique, de concentrer ses efforts sur la conception et la fabrication de réacteurs d'avions.
En 1980, Rolls-Royce Motors, jusque-là détenu par divers investisseurs sous forme d'actions, est acheté à 90 % par le fabricant britannique d'équipement militaire Vickers.
Dans les années 1980, Rolls-Royce Motors collabore avec la dictature militaire au Brésil en lui transmettant des informations sur les activités des militants syndicaux de l'entreprise. Ces informations sont utilisées par la police pour surveiller, harceler et arrêter les syndicalistes afin d‘empêcher l‘organisation de grèves.

## Cession au groupe BMW
En 1998, Vickers cède Rolls-Royce Motors au groupe allemand BMW, la société devient Rolls-Royce Motor Cars. Une nouvelle usine d'assemblage est construite à Goodwood par le groupe.

## Modèles
De 1965 à 1998, divers modèles sont produits :
- 1965-1980 : Silver Shadow, première Rolls dotée d'un châssis monocoque, comparable aux Bentley Série T ;
- 1968-1991 : Phantom VI ;
- 1971-1995 : Corniche I-IV ;
- 1975-1986 : Camargue ;
- 1980-1998 : Silver Spirit/Silver Spur et Silver Dawn.

Les modèles Bentley sont alors produits en parallèle avec les modèles Rolls-Royce, avec des modifications minimes.